# Walter Höllerer
Walter Höllerer, född den 19 december 1922 i Sulzbach-Rosenberg, död den 20 maj 2003 i Berlin, var en tysk författare, kritiker och litteraturvetare.

## Biografi
Höllerer blev 1942 soldat i andra världskriget. Efter 1945 studerade han filosofi, historia och tyska samt litteraturvetenskap i Erlangen, Göttingen och Heidelberg. År 1949 disputerade han på en avhandling om Gottfried Keller. Han var assistent och föreläsare vid Universitetet i Frankfurt am Main 1954 - 58.
Från och med 1954 började han delta i regelbundna sessioner Gruppe 47 som i början av 1950-talet samlade en grupp lyriker, som hävdade att tyska författare måste skapa ett nytt språk eftersom det gamla korrumperats av nazisterna. 
Från 1959 till sin pensionering 1988 var han professor för litteraturstudier vid Technische Universität Berlin. Under tiden hade han en rad gästprofessurer i USA (University of Illinois at Urbana-Champaign, 1973-1993).
Därutöver publicerade Höllerer dikter och romaner samt litteraturkritik. Bland hans diktsamlingar märks Der andere Gast (1952). Som kritiker och teoretiker nådde han en framskjuten position inom sin generation, bl. a. med antologin Theorie der modernen Lyrik (1965).

### Hedersbetygelser
År 1966 hedrades han med Fontane-priset och 1993, tillsammans med Robert Creeley, med Horst-Bienek-utmärkelsen för lyrik och 1994 Rahel-Varnhagen-von-Ense-medaljen från staden Berlin. Han var också hedersmedborgare och kulturprisvinnare i staden Sulzbach-Rosenberg.